# A Alma e a Gente
A Alma e a Gente foi um programa televisivo sobre a História de Portugal, transmitido na RTP2.
O seu apresentador foi o historiador e professor de universidade José Hermano Saraiva.
Cada programa, traça a biografia de um português notável, com a evocação da sua época e o esclarecimento da sua contribuição para o denominador comum que é a Pátria Portuguesa. Cada figura será recordada no cenário mais adequado, e no caso de figuras literárias será feita uma síntese da obra com a leitura expressiva de alguns trechos mais significativos.
A Alma e a Gente constitui uma lição e um estímulo sobre a arte de falar a Língua Portuguesa. Sendo a sua base e verdadeira razão de ser, o êxito do Autor desde há mais de trinta anos, mantendo o método do improviso verbal, sem tele-pontos nem qualquer outro apoio, características que tem tornado tão populares todos os programas qualquer que seja o tema tratado.